# VfB Breslau
Maillots
Le Verein für Bewegungsspiele Breslau 1898 e.V., plus couramment abrégé en VfB Breslau, est un ancien club allemand de football fondé en 1898 puis disparu en 1945, et basé dans la ville Breslau dans la province de Basse-Silésie (aujourd'hui Wrocław dans la voïvodie de Basse-Silésie).
Le club est la section football du club omnisports du même nom (ayant vu évoluer sous ses couleurs de nombreux athlètes comme Lina Radke, Hilde Sommer, Ernst Jokl ou encore Kurt Zimmermann).
Le club joue ses matchs à domicile au Sportplatz Grüneiche.

## Histoire
Le club est fondé le 13 octobre 1898 sous le nom de FC Breslau 1898, le club co-fonde le championnat de Breslau (dont il participe à la première saison avec le SV Blitz Breslau et le SC Schlesien Breslau). À partir de 1910, il prend le nom de Verein für Bewegungsspiele Breslau.
En 1935, le club est promu dans la nouvelle Gauliga Silésie pour y rester quelques saisons avant d'être relégué lors de la saison 1938-39 puis à nouveau promu la saison suivante.
À la suite de la réorganisation du système de ligue lors de la saison 1939-40 en Gauliga Silésie, le club évolue dans le groupe régional du Mittel und Niederschlesien, puis en 1943-44 dans le groupe de Breslau.
Après la fin de la Seconde Guerre mondiale, l'Allemagne doit céder la Silésie à la Pologne. Les Allemands sont expulsés et le nom de Breslau a été changé en Wrocław. Tous les clubs de football allemands de la région sont dissous. Le Sportplatz Grüneiche (situé sur l'emplacement actuel du Stadion Intakus, dans l'actuel quartier de Dąbie) tombe petit à petit à l'abandon.

## Palmarès
| Compétitions nationales                                                         |
| ------------------------------------------------------------------------------- |
| - Championnat de Breslau (1) : - Champion : 1902-03. - Vice-champion : 1905-06. |

## Galerie

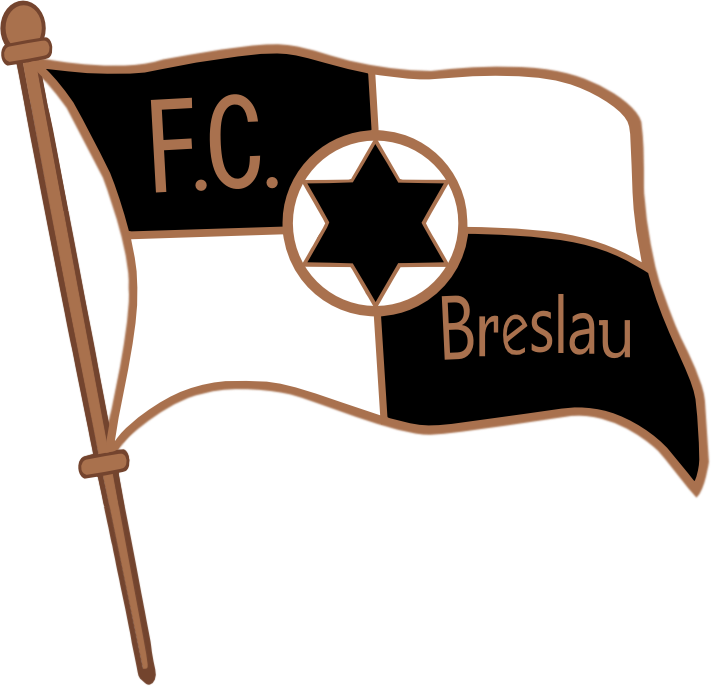
Version alternative du logo